# ديثييتان
ديثييتان هو مركب عضوي حلقي غير متجانس مشبع له الصيغة الكيميائية C2H4S2. يتألف المركب بنيوياً من حلقة رباعية حاوية على ذرتي كبريت، وتسمى مشتقاته باسم ديثييتانات.
هناك متصاوغان من الديثييتان وهما 2،1-ديثييتان و 3،1-ديثييتان؛ إلا أنهما غير مستقران والمعروف هي مشتقاتهما من الديثييتانات، والتي توجد ضمن المركبات المتطايرة في رائحة البصل.
| ديثييتانات    |                        |                      |             |
| الاسم         | 2،1-ديثييتان           | 3،1-ديثييتان         |             |
| صيغة بنيوية   |                        |                      |             |
| بوب كيم       | CID 12309283 من بَب كيم | CID 136129 من بَب كيم |             |
| صيغة كيميائية | C2H4S2                 | C2H4S2               | C2H4S2      |
| كتلة مولية    | 92.18 غ/مول            | 92.18 غ/مول          | 92.18 غ/مول |

## 2،1-ديثييتان
كان أول مركب مستقر وحاوي على بنية 2،1-ديثييتان هو مركب ديثياتوبازين dithiatopazine، والمتشكل من تفاعل الديمرة الضوئية بين الجزيئية لمركب ديثياكربونيل.

بنية ديثياتوبازين

من المشتقات المستقرة لمركب 2،1-ديثييتان مركب مفروق-4،3-ثنائي إيثيل 2،1-ديثييتان - 1،1-ثنائي أكسيد trans-3,4-diethyl-1,2-dithietane 1,1-dioxide، والذي يتشكل من الديمرة التلقائية لمركب ثيالوكسيد البروبان syn-Propanethial-S-oxide المسيل للدموع والموجود في البصل.

## 3،1-ديثييتان
لا تتجاور ذرتا الكبريت في 3،1-ديثييتان ومشتقاته؛ وهو يوجد في الشروط القياسية على شكل صلب بلوري عديم اللون سهل التسامي له رائحة منفرة. حضر المركب لأول مرة سنة 1976 من تفاعل مضاعف (كلوروميثيل) سلفوكسيد مع كبريتيد الصوديوم، ثم بالاختزال باستخدام البوران في وسط من رباعي هيدرو الفوران THF.
من المشتقات المستقرة لمركب 3،1-ديثييتان كل من 4،4،2،2-رباعي كلورو 3،1-ديثييتان، وهو ثنائي وحدات (ديمر) من مركب ثيوفوسجين؛ كذلك مركب 3،2-ثنائي ميثيل-6،5-ديثيا ثنائي حلقي [2.1.1]الهكسان-S-أكسيد (2,3-dimethyl-5,6-dithiabicyclo[2.1.1]hexane S-oxides) ؛ ومركب 3،3،1،1-رباعي أكسيد 3،1-ديثييتان 1,3-dithietane 1,1,3,3-tetraoxide.

مشتقات مستقرة من مركب 3،1-ديثييتان

## اقرأ أيضاً
- ثييتان
- ديثيولان
- ديثيان